# Heliophanus horrifer
Heliophanus horrifer är en spindelart som beskrevs av Wesolowska 1986. Heliophanus horrifer ingår i släktet Heliophanus och familjen hoppspindlar. Inga underarter finns listade i Catalogue of Life.